# Szente
Szente ist eine ungarische Gemeinde im  Kreis Rétság im Komitat Nógrád.

## Geografische Lage
Seznte liegt 18 Kilometer nordöstlich der Kreisstadt Rétság an dem Fluss Kétbodonyi-patak. Nachbargemeinden sind Debercsény, Kétbodony, Kisecset und Szátok.

## Geschichte
Szente wurde 1255 erstmals urkundlich erwähnt. Im Jahr 1913 gab es in der damaligen Kleingemeinde 68 Häuser und 424 Einwohner auf einer Fläche von 1311 Katastraljochen. Sie gehörte zu dieser Zeit zum Bezirk Nógrád im Komitat Nógrád.

## Gemeindepartnerschaften
- Panické Dravce, Slowakei
- Vinica, Slowakei

## Sehenswürdigkeiten
- Heimatmuseum

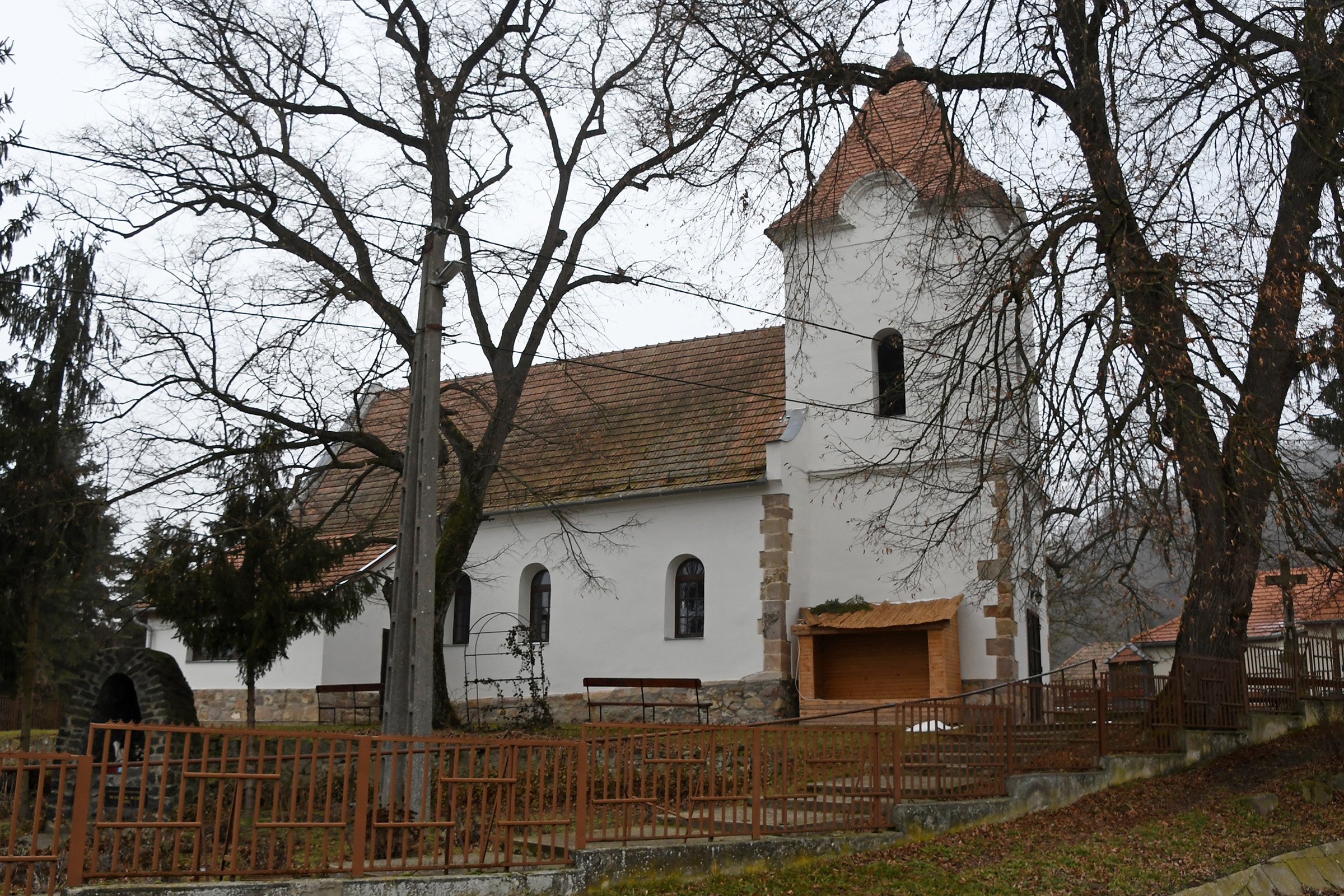
Römisch-katholische Kirche Szent Erzsébet
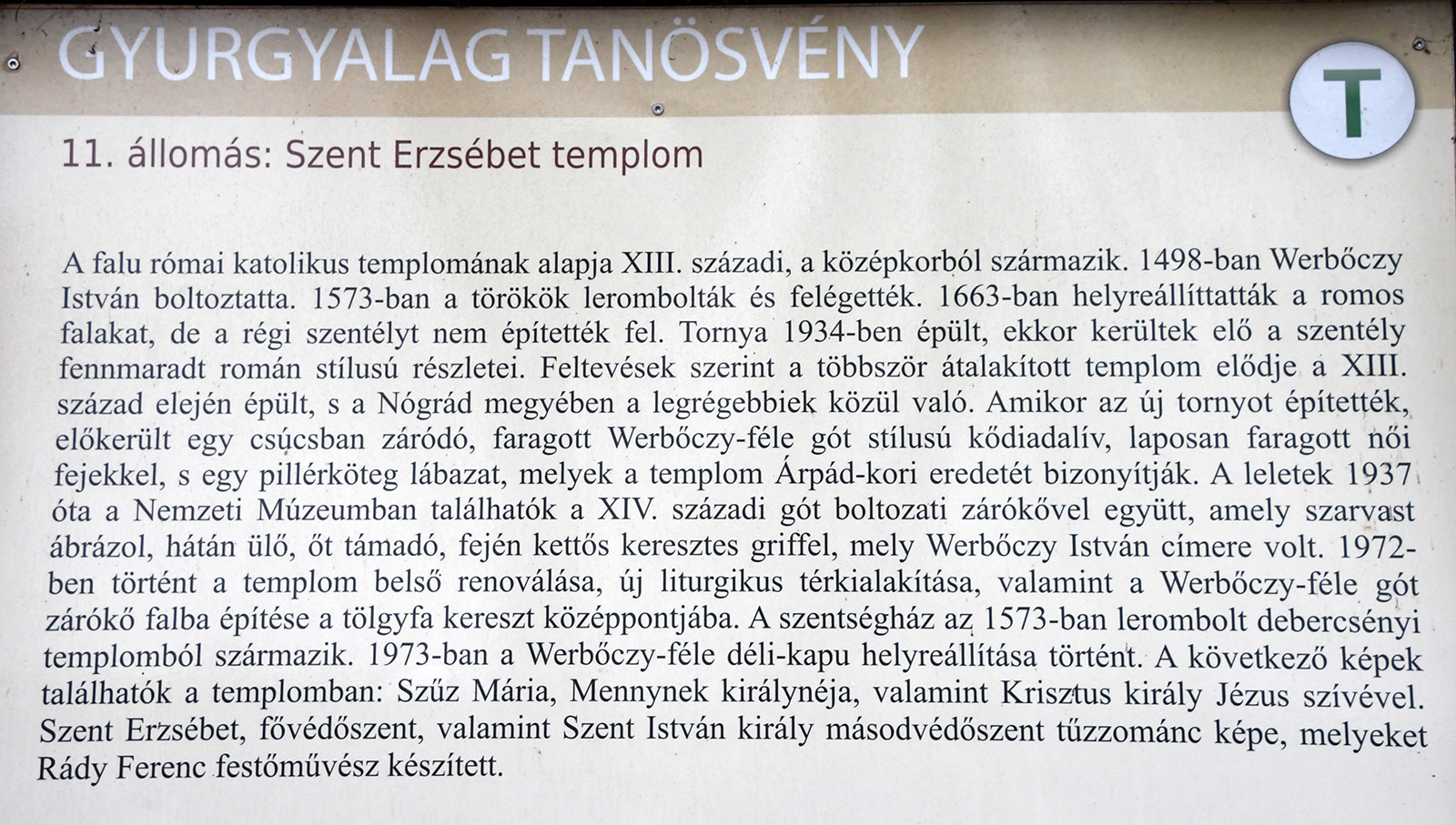
Informationstafel zur Kirche
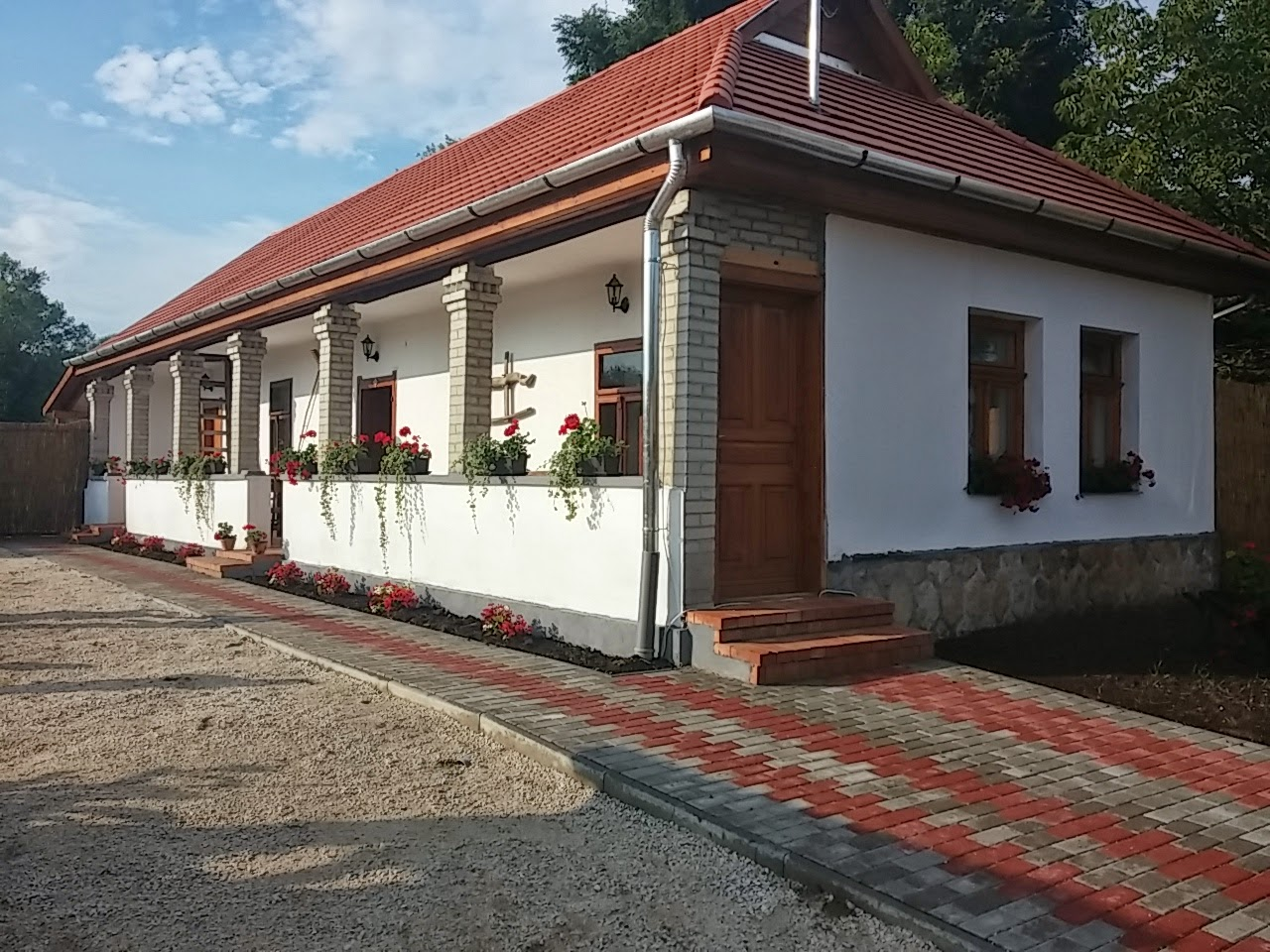
Heimatmuseum
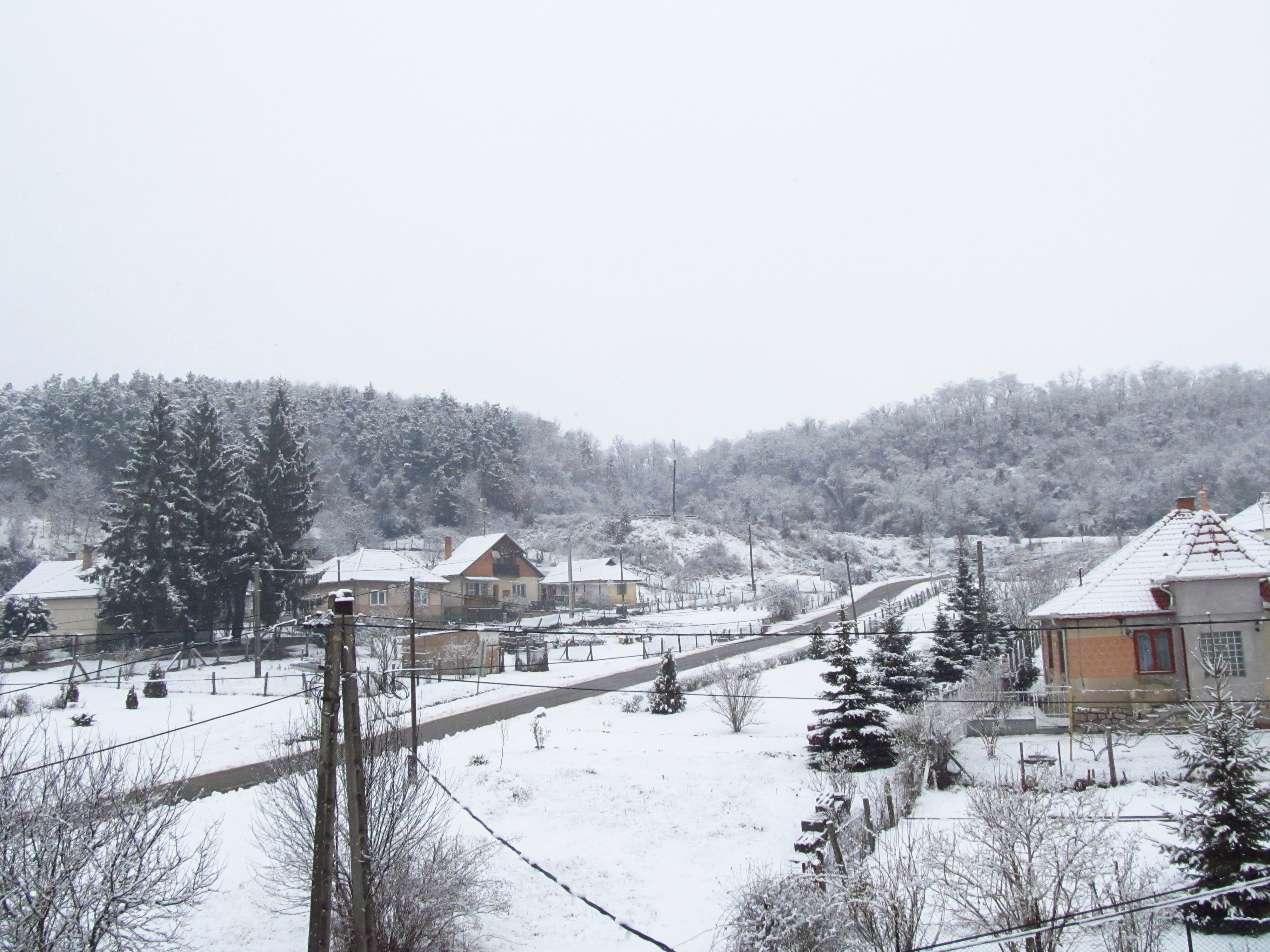
Szente im Winter

- Römisch-katholische Kirche Szent Erzsébet
- Informationstafel zur Kirche
- Heimatmuseum
- Szente im Winter

## Verkehr
Durch Szente verläuft die Landstraße Nr. 2118. Es bestehen Busverbindungen über Kétbodony, Romhány und Bánk nach Rétság sowie über Debercsény nach Magyarnándor, wo sich der nächstgelegene Bahnhof befindet.